# Plateau-repas
Pour les articles homonymes, voir Plateau.

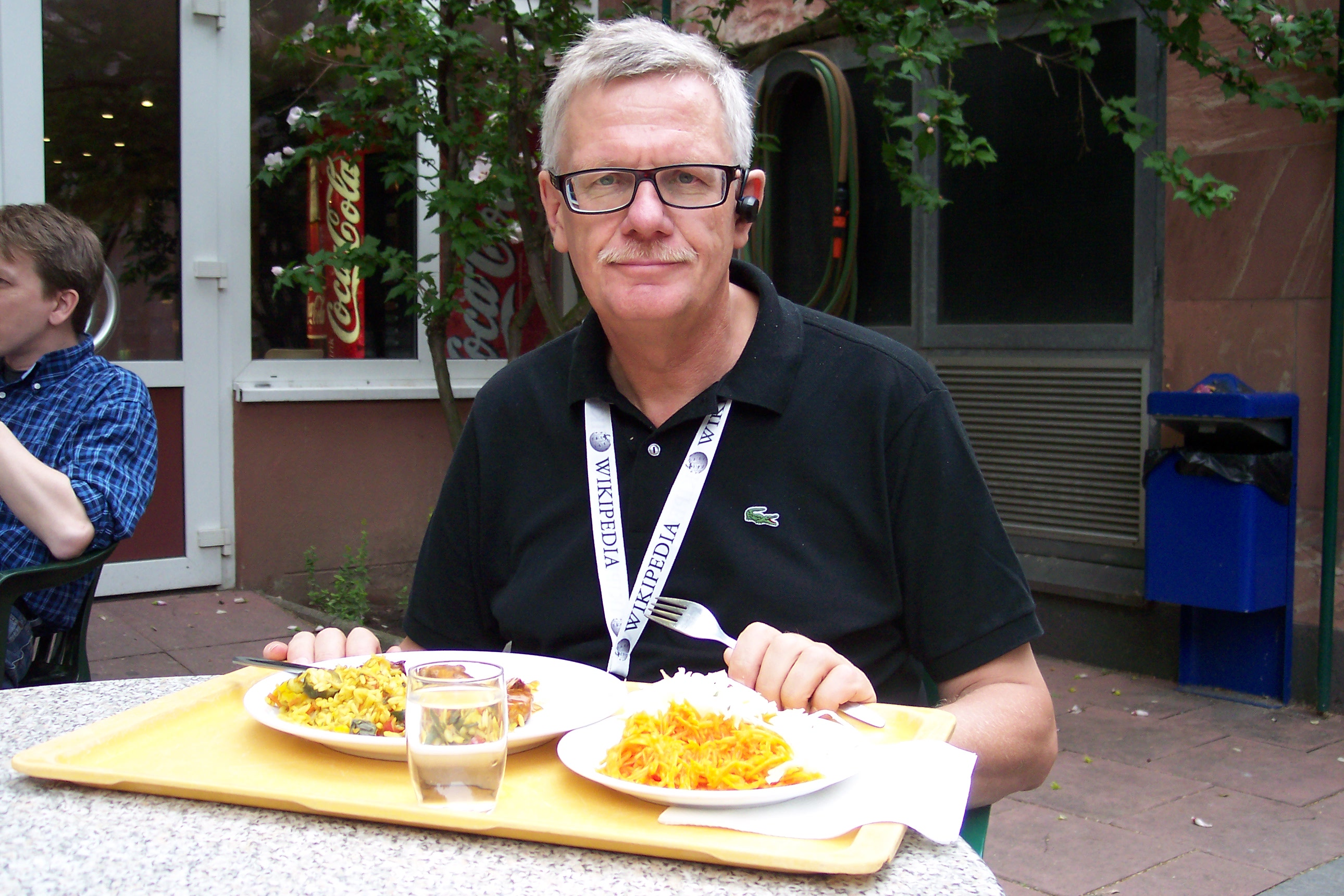
Simple plateau pour transport du repas en restauration collective.

Un plateau-repas est un ustensile de vaisselle, un récipient rassemblant les différents éléments d'un repas sur un plan rigide et aisément transportable et manipulable par l'usager comme par le personnel s'il s'agit d'une restauration collective.
Le plateau-repas peut être utilisé pour le seul transport du repas vers le lieu de sa consommation, ou aussi pour la consommation elle-même, le plateau étant dans ce cas le seul ou le principal récipient utilisé. Le terme désigne également, par extension, le contenu de ce plateau ainsi que la formule correspondante dans la restauration collective, où son usage est fréquent.
Sauf situations particulières, une personne ne porte horizontalement qu'un plateau-repas rempli à la fois, une main de chaque côté. Pour le confort d'utilisation et pour des motifs économiques, les plateaux sont aussi légers que leur solidité et rigidité le permettent. Dans les self-services et les cantines notamment, leur transport est guidé et facilité par des plans sans aspérité, voire des tapis roulants, sur lesquels l'utilisateur se contente d'accompagner son plateau, ses mains étant libérées pour le garnir avant qu'il s'en empare et se rende à une table.

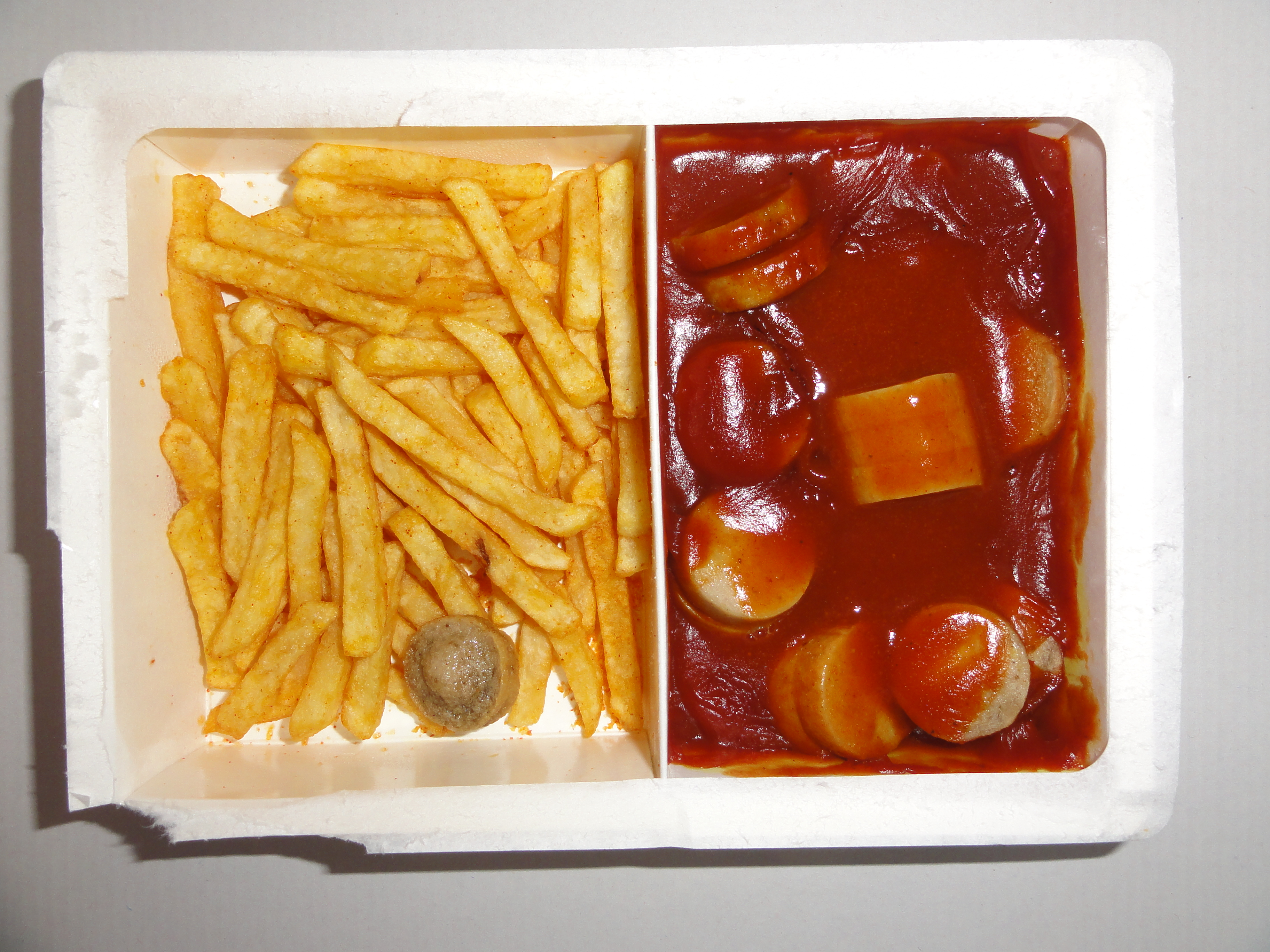
Plateau faisant office d'assiette.

Les plateaux-repas rudimentaires sont des surfaces planes simplement munies de bordures rehaussées pour éviter la chute du contenu. Ils sont souvent réalisés en matière plastique, se prêtant ainsi à des formes et esthétiques variées. Pour diminuer les glissements de mets lors du transport éventuel, des alvéoles de tailles diverses sont aménagées dans les modèles plus sophistiqués, la plus grande case accueillant le plat principal et les cases plus petites l'entrée, le dessert et le verre pour les boissons. Ces compartiments donnent la possibilité de répartir et disposer la nourriture sans récipient intermédiaire (assiette), ce qui diminue le poids de l'ensemble, le volume de vaisselle éventuellement jetable et la manutention : ce dispositif impose généralement au consommateur de s'alimenter directement à même le plateau disposé devant lui, avec l'inconvénient d'un certain mélange des arômes et autres sensations si aucun couvercle n'a été prévu. Les plateaux plus complexes sont de ce type à compartiments et sont fabriqués en métal inoxydable pour un gain de rigidité, donc d'encombrement, et un nettoyage hygiéniquement plus efficace.
Les lieux de restauration utilisent habituellement un seul modèle de plateau-repas, ce qui en permet l'empilement, sans difficulté, avant et après usage.